# Rote Zora (Gruppe)

Logo der Roten Zora

Die Rote Zora war eine linksextremistische und radikal-feministische Terrororganisation in der Bundesrepublik Deutschland. Anfang der 1970er Jahre war sie Teil der Revolutionären Zellen, von denen sie sich in den 1980er Jahren löste und selbständig wurde. Sie bekannte sich zu mehreren Anschlägen mit teilweise erheblichem Sachschaden. Der Name geht auf das Jugendbuch Die rote Zora und ihre Bande zurück.

## Entstehung
Im Verlauf der 1970er Jahre entwickelte sich mit der Neuen Frauenbewegung in der Bundesrepublik Deutschland das Thema Gewalt gegen Frauen zu einem der zentralen Themen, die das Bedürfnis nach autonomen repressionsfreien Räumen, zu denen Männer keinen Zugang haben sollten, anfachten. Es entstanden erste Frauenprojekte, Frauenzentren, Frauencafes und Frauenbuchläden. 1973 bildete sich die Terrororganisation Revolutionäre Zellen, an deren Gründungsprozess auch Frauen beteiligt waren. In vielen der damaligen gemischt-geschlechtlichen Gruppen der autonomen Szene bestanden sexualisierte Gewaltstrukturen sowie eine klassische Arbeitsaufteilung zwischen den Geschlechtern. Es kam zu heftigen Auseinandersetzungen in den Gruppen, die schließlich zur Bildung eigener FrauenLesbengruppen führten. In einem Interview vom Juni 1984 mit der Emma sagten Frauen der Roten Zora: „Wir wollen keine linke Arbeitsteilung nach dem Motto: die Frauen für die Frauenfragen, die Männer für die allgemein politischen Themen. Die Verantwortung für die Veränderung unseres Alltags lassen wir uns nicht nehmen!“
In der ersten Ausgabe des im Untergrund publizierten Magazins der Revolutionären Zellen, Revolutionärer Zorn, fanden sich Themen, die sich auf die Befreiung der Frauen bezogen. Die Geschichte des Feminismus innerhalb der Revolutionären Zellen zeigt, dass die Gruppe allgemein offen war für feministische Themen, das Einbeziehen von feministischen Ansätzen aber unterschiedlich umgesetzt wurde. Die Männer der Gruppe standen diesen Anliegen eher gleichgültig gegenüber oder sahen das Thema eher in der Theorie als in der Praxis verortet. Sie überließen die Planung und Organisation zu Anschlägen und Aktionen mit feministischem Bezug den Frauen der Gruppe. Nicht alle Frauen der Revolutionären Zellen bezeichneten sich als Feministinnen, nur diejenigen, die dies taten, organisierten sich in einer gesonderten Gruppe. Diese Gruppierung existierte bis 1984, als der feministische und militante Flügel die Revolutionären Zellen verließ und sich die Frauengruppe Rote Zora bildete.
Im Jahr 1975 verübte eine Frauengruppe der Revolutionären Zellen einen Bombenanschlag auf das Bundesverfassungsgericht in Karlsruhe. Die Gruppe begründete den Anschlag mit dem Kampf der Frauenbewegung für die Abschaffung des § 218 und gab sich fortan den Namen Rote Zora. Die Rote Zora – benannt nach der Heldin des Kinderbuches von Kurt Held: Die rote Zora und ihre Bande – trat ab diesem Zeitpunkt als eigenständige Organisation auf. Die Namenswahl erfolgte in Anlehnung an die Initialen der Revolutionären Zellen, um die strukturellen und ideologischen Gemeinsamkeiten beider Organisationen zu betonen.

## Selbstverständnis
Die Rote Zora betrachtete sich als Teil des „Frauenkampfes“ und legitimierte ihre bewaffneten Aktionen mit feministischer Theorie. In einem Interview, das sie der Zeitschrift Emma zur Verfügung stellte, berichtete sie 1984 erstmals ausführlich über ihre Ziele und Arbeitsweisen und lud alle interessierten Frauen ein, mit ihr ein auch im Alltag umsetzbares Konzept radikaler feministischer Kritik und Praxis zu entwickeln. Dabei wollte sie sich nicht allein auf spezifische „Frauenthemen“ beschränken. Neben der internationalen Frauensolidarität, dem Kampf gegen den § 218, Reproduktionsmedizin und Gentechnik, Sextourismus und Frauenhandel sowie der Lebenssituation von Flüchtlingen legte sie ihren thematischen Schwerpunkt auf die Lebens- und Arbeitsbedingungen von Frauen in Ländern und Regionen mit nach ihrer Ansicht besonders entfesselten Formen wirtschaftlicher und patriarchaler Verwertung. Im Januar 1981 erschien der Text Jedes Herz ist eine Zeitbombe. „Frauenkampf ist umfassend, beinhaltet den Kampf gegen jede Form von Unterdrückung, Ausbeutung, Zerstörung und Menschenverachtung. Der Kampf um Leben heißt Revolte – Jedes Herz ist eine Zeitbombe!“

## Terroranschläge
1987 kam es zu mehreren Brandanschlägen gegen Filialen der Adler Modemärkte. Dabei wurde mittels eines kleineren Brandsatzes die Sprinkleranlage ausgelöst, wodurch möglichst hoher Sachschaden entstehen sollte. Die Bekleidungskette Adler betrieb das Tochterunternehmen Flair Fashion in Südkorea. Seine weiblichen Angestellten waren im gleichen Jahr in den Arbeitskampf getreten; diesen Streik wollte die Rote Zora mit den Anschlägen unterstützen.
Nach den durch die Anschläge ausgelösten polizeilichen Ermittlungen gegen die Gruppe ließen die Anschläge bereits deutlich nach. Ab 1991 kam es auch aus den eigenen Reihen zu immer mehr kritischen Stimmen. Die Rote Zora spaltete sich auf in einen Teil, der den bewaffneten Kampf aufgeben, und in einen Teil, der daran festhalten wollte.
Die Rote Zora versuchte Ende 1993 mit ihrem Heft Mili’s Tanz auf dem Eis einen Neuanfang der Gruppe zu starten. Ein 1995 verübter Anschlag auf die Lürssen-Werft in Bremen-Lemwerder blieb jedoch ohne Resonanz, so dass das Vorhaben scheiterte.
4. März 1975
- Anschlag auf den Dienstsitz des Bundesverfassungsgerichts in Karlsruhe, den Baumgarten-Bau, wegen der Entscheidung zum Abtreibungsverbot durch Frauen aus den Revolutionären Zellen.[10]

28. April 1977
- Sprengstoffanschlag auf das Gebäude der Bundesärztekammer in Köln wegen § 218[11]

7. März 1978
- Brandanschläge auf Sexshops in Köln[12]

13. August 1980
- Brandanschlag auf das Auto des Rechtsanwalts Wagner in Bergisch Gladbach wegen Beteiligung an Gentrifizierung[13]

9. Januar 1981
- Brandanschlag auf die Stadtwerke Hannover wegen Preiserhöhungen und Atomstrom[11]

30. März 1981
- Verteilung von gefälschten Nahverkehrs-Fahrkarten im Ruhrgebiet (zusammen mit den Revolutionären Zellen)[14]

6. März 1982
- Brandanschlag auf Fahrzeuge des BundeswehrVerbandes in Bonn wegen Nachrüstung[11]

7. März 1982
- Sprengstoffanschlag auf Firma Schering in Hannover wegen Ausbeutung von Frauen durch Medikamente und Forschung sowie gegen internationale Bevölkerungspolitik und Zwangssterilisation[15]

Mai–Juni 1982
- Elf Angriffe zusammen mit den RZ gegen militärische und US-amerikanische Einrichtungen wegen des Reagan-Besuches[11]

1983
- Vier Anschläge auf Vermittlungsagenturen für Ausländerinnen
- Sprengstoffanschlag auf die philippinische Botschaft in Bonn
- Sprengstoffanschläge gegen Siemens-Kommunikationstechnik in Braunschweig und Witten
- Anschläge auf die Nixdorf AG in Hannover und das Datenzentrum des „Verbandes der Vereine Creditreform“ in Neuss

1984
- Brandanschlag auf einen LKW der Firma Kreuzer und Sprengstoffanschlag auf die Firma Koch in Gütersloh, da diese „sich an der Knastarbeit bereichern“ würden (zusammen mit den Revolutionären Zellen)[16]

1985
- Zwei Anschläge auf das Max-Planck-Institut für Züchtungsforschung in Köln und ein medizinisches Institut der Ruprecht-Karls-Universität Heidelberg
- Anschlag auf das Institut für Genetik der Universität Köln

1986
- Brandanschlag auf das Institut für Humangenetik der Westfälischen Wilhelms-Universität Münster, Veröffentlichung der entwendeten Dokumente
- Sprengstoffanschlag auf die Gesellschaft für Biotechnologische Forschung in Braunschweig[17]

1987
- Zehn Brandanschläge auf die Hauptverwaltung der Adler Modemärkte in Haibach (Unterfranken) und Filialen derselben Kette in Halstenbeck, Bremen, Oldenburg, Isernhagen, Kassel, Holzwickede, Neuss, Frankfurt und Aachen[18]

1988
- Sprengstoffanschlag auf das biotechnische Institut an der TU Berlin[19]

1994
- Brandanschlag auf ein Unternehmen, das Flüchtlingsunterkünfte mit Lebensmitteln belieferte, in Nürnberg und Meilitz/Gera[20]

1995
- Sprengstoffanschlag auf die Fr. Lürssen Werft als einer der Rüstungslieferanten für die Türkei[21]

## Rezeption in der Frauenbewegung
Im Zusammenhang mit der Gewaltdebatte um die RAF Anfang der 1970er Jahre kritisierte die Frauenbewegung grundlegend militante und terroristische Strategien und wandte sich gegen damit sympathisierende Meinungen innerhalb der Neuen Linken. Zum Beispiel erschien im Oktober 1977 in der feministischen Zeitschrift Courage der Aufruf an alle Frauen zur Erfindung des Glücks. Darin distanzierten sich die Autorinnen von den Morden der RAF-Terroristen ebenso wie von der staatlichen Gewaltausübung. Die Militanz der Roten Zora und anderer terroristischer Frauengruppen wurden von allen Flügeln der Frauenbewegung abgelehnt. Nach den Anschlägen der Roten Zora auf Läden der Bekleidungskette Adler, die die Rechte von Frauen in der Dritten Welt missachtet hatte, kritisierten feministische Solidaritätsgruppen mit den Arbeiterinnen die Theorien und Aktionen der Roten Zora heftig. In einem Artikel von 1981 mit dem Titel Ist die Gewalt in der Frauenbewegung angekommen? entwickelte Sybille Plogstedt eine grundsätzliche Kritik der Macht- und Gewaltlogik. In der Auseinandersetzung um Gewalt und Terror in den 1980er Jahren vertiefte die Frauenbewegung im Zusammenhang mit der Frauenfriedensbewegung Ansätze zur friedlichen Konfliktlösung, die später in den internationalen Frauen- und Menschenrechtsdebatten weiterentwickelt wurden.
Katharina Karcher vertritt auf der Website anschlaege.at die Meinung, dass es weiter diskutiert werden sollte, ob die Aktionen der Gruppe feministisch waren.
Im 2019 erschienenen Dokumentarfilm Frauen bildet Banden – eine Spurensuche zur Geschichte der Roten Zora des LasOtras FrauenLesbenFilmCollectif berichteten Zeitzeuginnen über die Geschichte der Roten Zora und deren Einfluss auf die westdeutsche Frauenbewegung. Der Film zeigt, wie Frauen und Lesben aus verschiedenen Ländern das Wirken der Roten Zora in ihre eigene Politik einbrachten und wie sie diese Zeit rückwirkend betrachten, und die Historikerin Katharina Karcher berichtet über ihre aktuellen Forschungsergebnisse.

## Ermittlungen und Strafverfolgung
Gegen die Rote Zora wurde wegen der Bildung terroristischer Vereinigungen ermittelt. Ein erster Prozess gegen eine Verdächtige endete mit einem Freispruch.
2007 gestand die 58 Jahre alte gebürtige Hannoveranerin Adrienne Agathe Gerhäuser vor dem Berliner Kammergericht ihre Beteiligung an zwei fehlgeschlagenen Sprengstoffanschlägen. Sie wurde wegen Mitgliedschaft in einer terroristischen Vereinigung und versuchten Sprengstoffanschlägen angeklagt. Gerhäuser gestand, 1986 für ein Attentat auf das Gentechnische Institut in Berlin sowie 1987 auf ein Bekleidungswerk bei Aschaffenburg jeweils einen Wecker für die Zündung gekauft zu haben. Ihr und ihrem ebenfalls unter Terrorverdacht stehenden gleichaltrigen Lebensgefährten Thomas K. wurden bei einem Geständnis eine Haftstrafe von zwei Jahren auf Bewährung in Aussicht gestellt und gewährt.

## Filme
- 2019: Frauen bildet Banden – eine Spurensuche zur Geschichte der Roten Zora. LasOtras FrauenLesbenFilmCollectif